# Verkkolampi
Verkkolampi är en sjö i Finland. Den ligger i kommunen Kaavi i landskapet Norra Savolax, i den centrala delen av landet, 400 km nordost om huvudstaden Helsingfors. Verkkolampi ligger 185 meter över havet. Den är 13,7 meter djup. Arean är 36,6 hektar och strandlinjen är 4,22 kilometer lång. Sjön  ingår i Vuoksens huvudavrinningsområde.   I omgivningarna runt Verkkolampi växer i huvudsak blandskog. Den sträcker sig 1,0 kilometer i nord-sydlig riktning, och 0,9 kilometer i öst-västlig riktning.